# Aecae
Aecae war eine antike Stadt in der italienischen Region Apulien an der Stelle des heutigen, im Hochmittelalter gegründeten Troia.
Aecae wurde in vorrömischer Zeit von den Dauniern bewohnt. Im Jahr 214 v. Chr. wurde es von Römern zurückerobert, nachdem es sich nach der Schlacht von Cannae Hannibal angeschlossen hatte. In der römischen Kaiserzeit lag es an der Via Traiana, einer Verlängerung der Via Appia zwischen Benevent und Brindisi, und erhielt als Colonia Augusta Apula die Rechte einer Colonia. Auf ein spätantikes Bistum geht das Titularbistum Aeca der römisch-katholischen Kirche zurück.
Von der antiken Stadt selbst ist nur wenig erhalten, da sie vom späteren Troia überbaut wurde. In den umgebenden Nekropolen wurden Grabstelen und Inschriften gefunden.